# Adam Dyszlewski
Adam Marcin Dyszlewski – polski dyplomata, konsul generalny w Chengdu w latach 2023–2025.

## Życiorys
Adam Dyszlewski ukończył studia na Politechnice Łódzkiej. Absolwent XIII promocji Krajowej Szkoły Administracji Publicznej w Warszawie (2003–2005) oraz stypendysta Athens University of Economics and Business.
W 2005 rozpoczął pracę w Ministerstwie Spraw Zagranicznych, specjalizując się w problematyce Azji i Pacyfiku. Pracował w ambasadach w Nowym Delhi (jako zastępca kierownika placówki) oraz, od 2018, w Bangkoku (jako zastępca ambasadora), w centrali zaś jako ekspert w Departamencie Strategii i Planowania (ok. 2006), jako zastępca dyrektora i korespondent europejski w Biurze Dyrektora Politycznego (ok. 2014) oraz kierownik Referatu Azji Południowej w Departamencie Azji i Pacyfiku (ok. 2018). W latach 2023–2025 konsul generalny w Chengdu. W kwietniu 2025 objął kierownictwo Ambasady RP w Manili jako chargé d’affaires.

## Życie prywatne
Żonaty z Agnieszką Dyszlewską, także dyplomatką.